# Бульварное кольцо
Бульва́рное кольцо́, также кольцо́ А, — непрерывная последовательность бульваров и площадей в Центральном административном округе Москвы, общей протяжённостью в 9 км. Включает 10 бульваров.
Вопреки названию, кольцо не образует замкнутую окружность, на западе оно заканчивается у площади Пречистенских Ворот, а на востоке — у Большого Устьинского моста.

## История

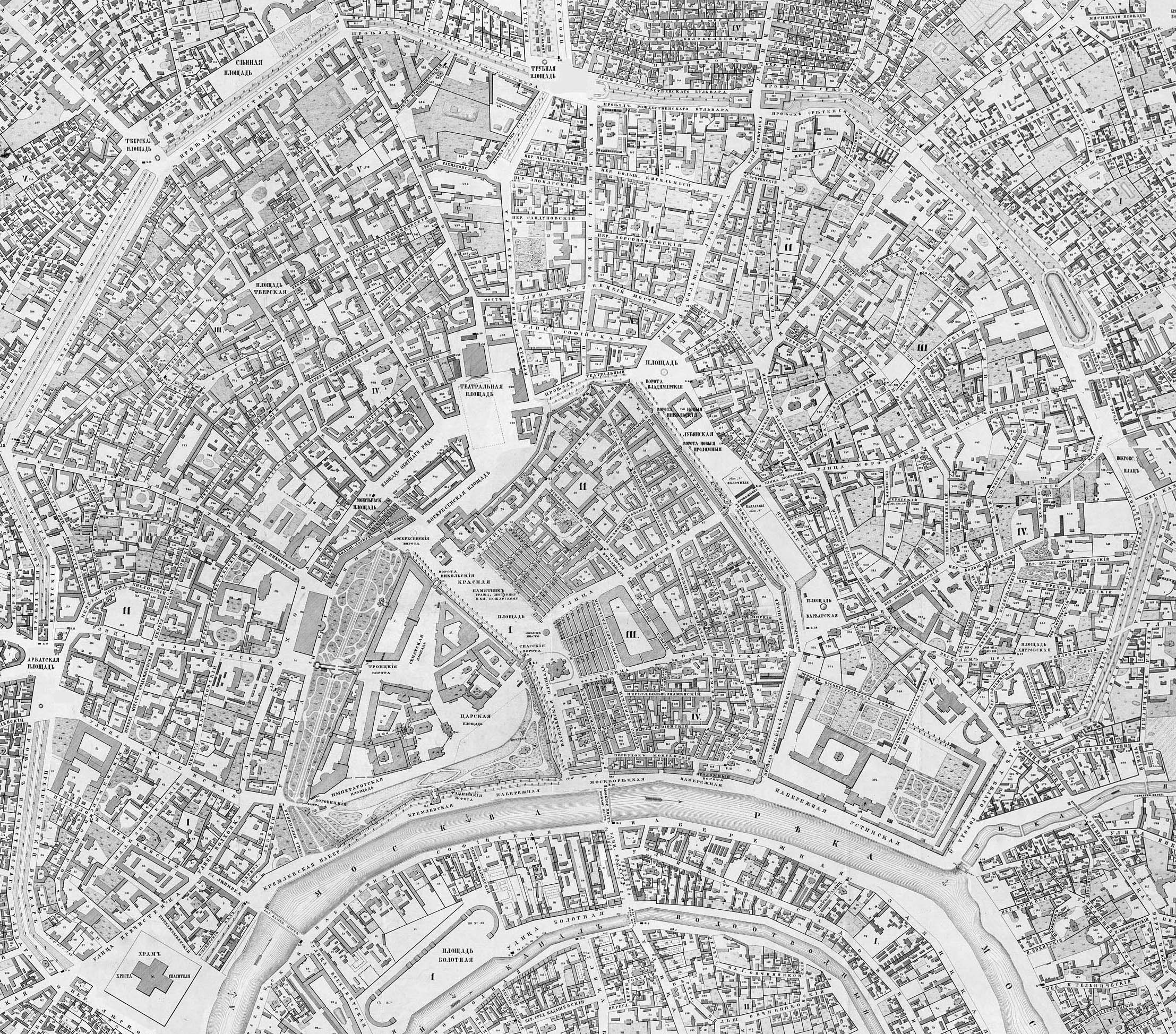
Бульварное кольцо на карте «Атласа столичного города Москвы» (1852—1853) А. Хотева

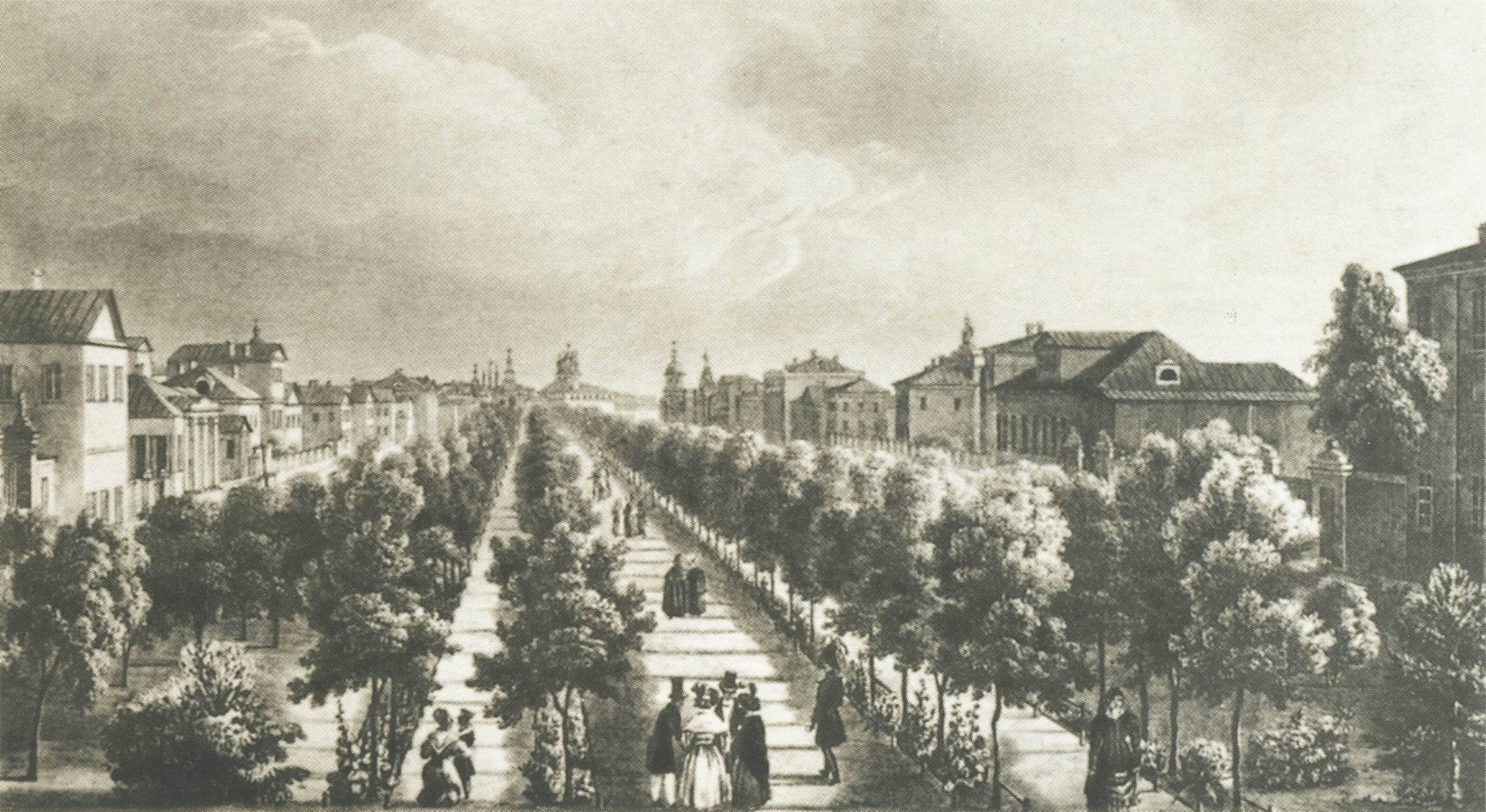
Тверской бульвар. 1825 год

Бульварное кольцо возникло на месте разобранных стен и башен Белого города. В конце XVIII века город вырос, Белгородская стена потеряла своё оборонительное значение и в 1770-е — 1780-е годы была разобрана, а на её месте заложили бульвары. О проездных крепостных башнях в бывшей городской стене напоминают названия многих площадей между бульварами, называющихся «воротами».
Первым в 1796 году был разбит Тверской бульвар по проекту архитектора С. Карина, а кольцо сложилось после 1812 года.
В 1887 году на Бульварном кольце появилась конка, которая в 1911 году была заменена на электрический трамвай. Кольцевой маршрут замыкался по Кремлёвской набережной.

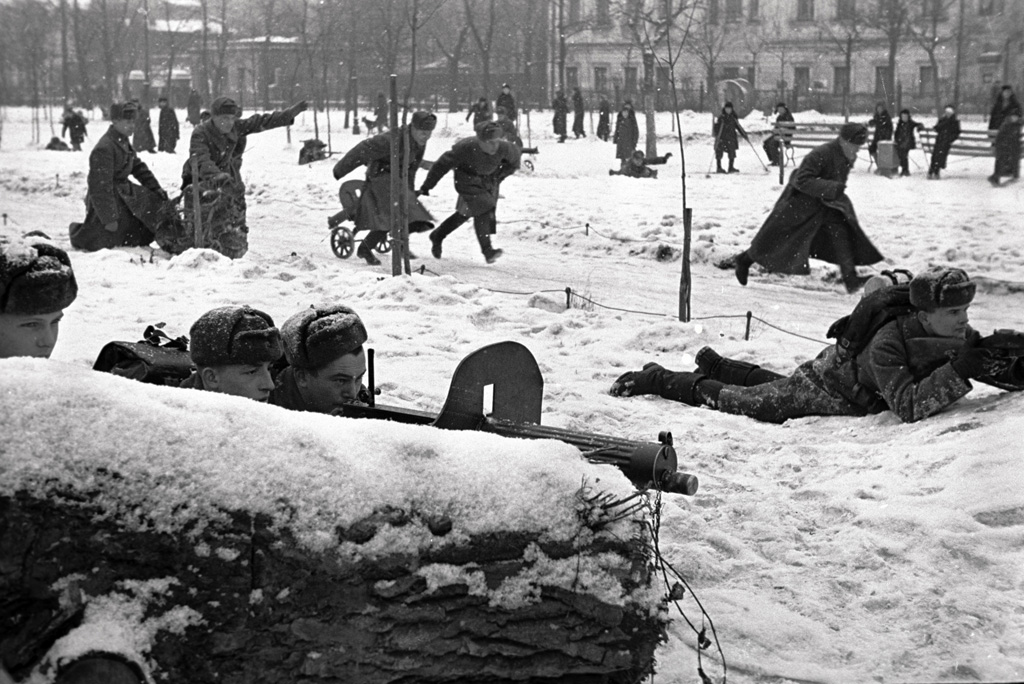
Воинские учения на Чистопрудном бульваре 1 декабря 1941 года

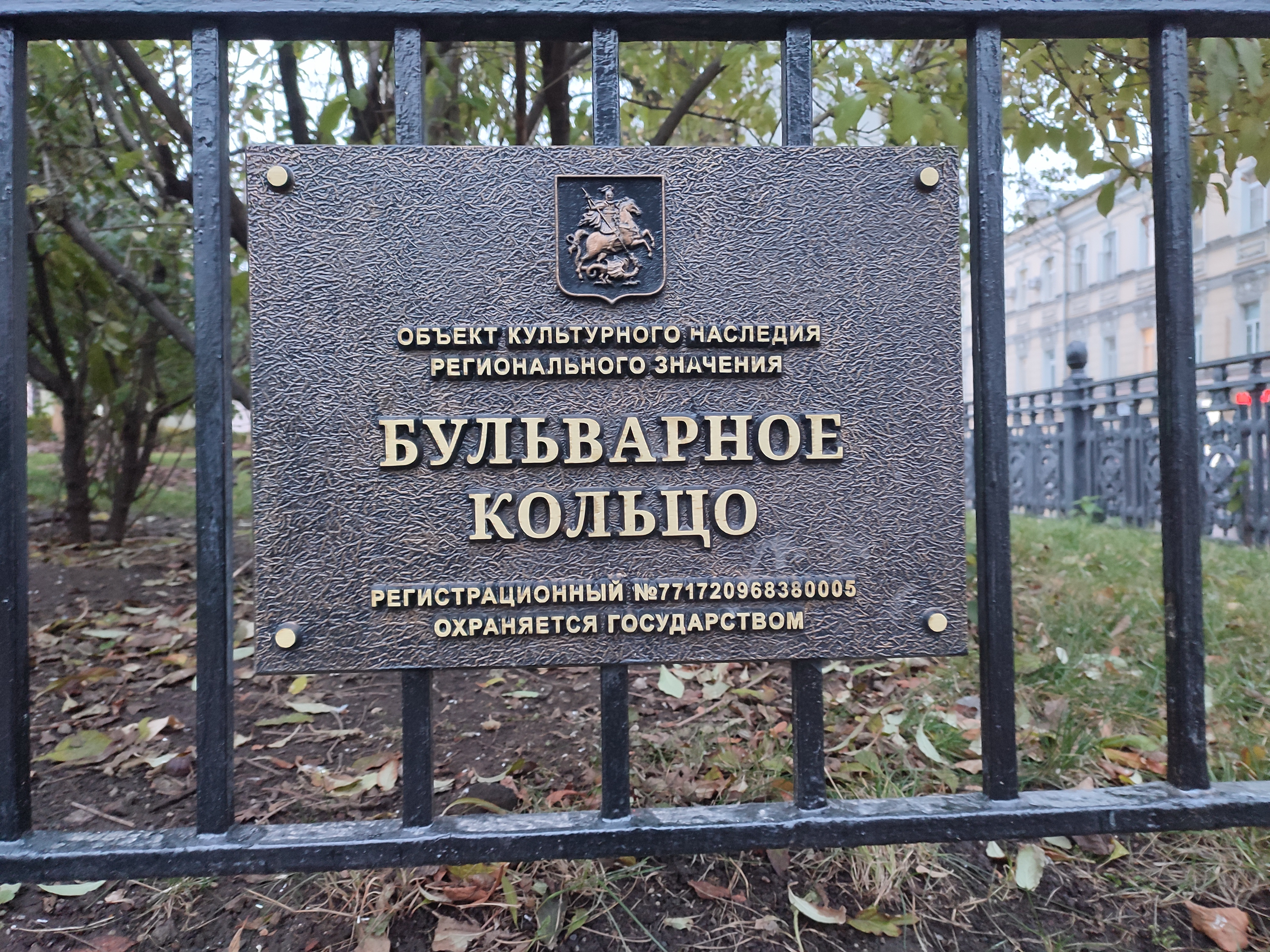
Табличка на Гоголевском бульваре с номером в реестре объектов культурного наследия регионального значения

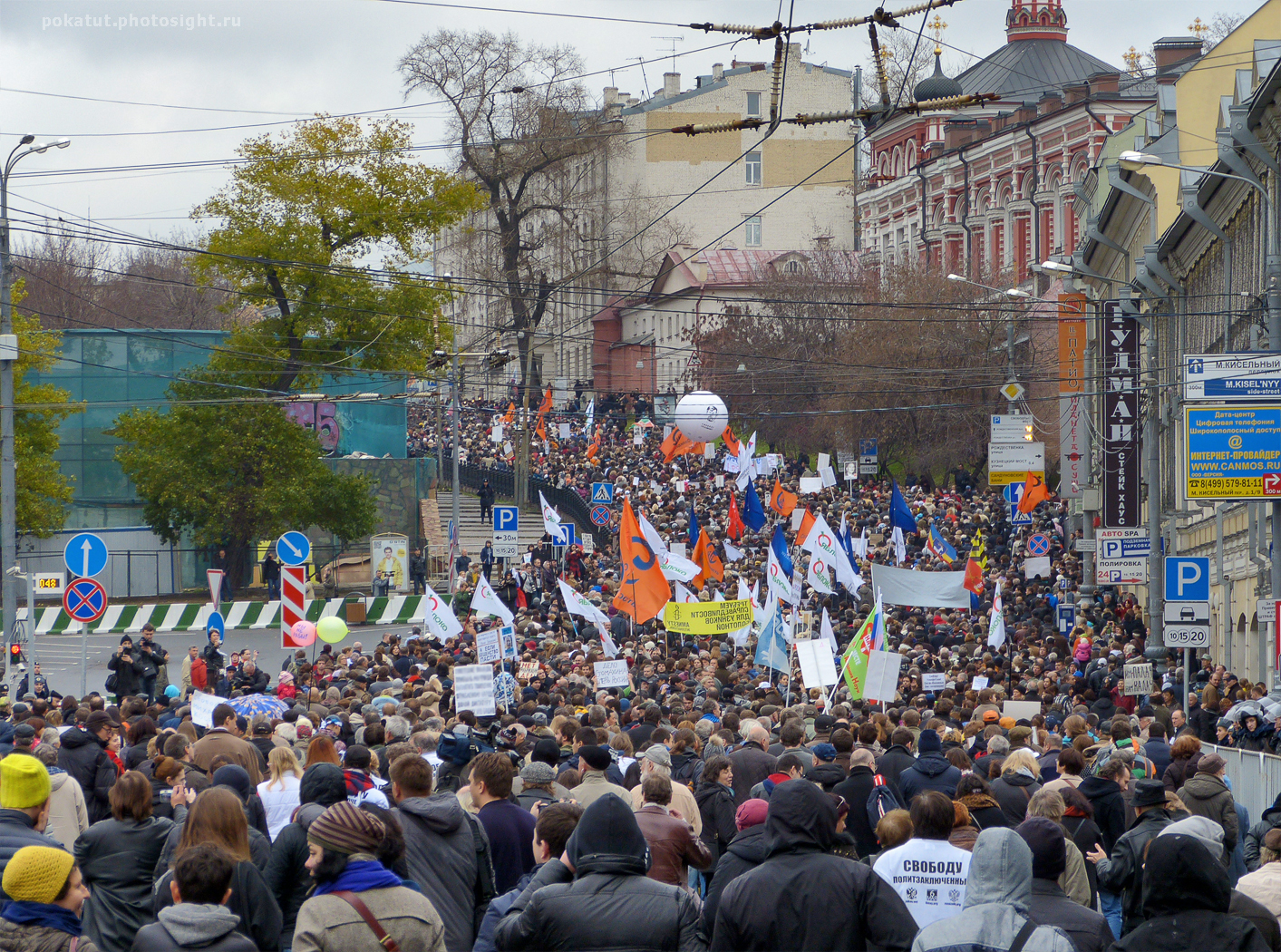
Рождественский бульвар во время шествия За свободу «узников 6 мая» 27 октября 2013 года

Градостроительные планы «Новая Москва» (1920-е), «Большая Москва» (1925) и Генеральный план реконструкции Москвы (1935) предусматривали замыкание Бульварного кольца в Замоскворечье. В рамках реализации этой идеи в конце 1930-х годов в Замоскворечье снесли часть исторической застройки, воздвигли Большой Устьинский мост и Малый Устьинский мост, фрагментарно возвели по линии будущей трассы кольца новые здания. От Малого Устьинского моста Бульварное кольцо должно было идти до пересечения с Новокузнецкой улицей, далее по скверу — бывшему погосту церкви Параскевы Пятницы до развязки с Пятницкой улицей. Оттуда проектируемое продолжение улицы шло через Ордынский тупик, по Большому Толмачёвскому переулку на сквер у соединения Большой Полянки с Большой Якиманкой. Далее трассу улицы планировали проложить по новому мосту через Водоотводный канал, через край Болотного острова и вывести на Соймоновский мост, который должен был соединить остров и Соймоновский проезд и таким образом замкнуть Бульварное кольцо.
К празднику 800-летия Москвы (1947) старая сетчатая ограда[где?] была заменена узорчатым чугунным барьером, а вместо садовых скамей установлены удобные деревянные диваны, высажено более 4000 деревьев и 13 0000 кустарников. Проектом комплексной реконструкции и озеленения Бульварного кольца руководил В. И. Долганов.
В 1978 году Бульварное кольцо объявлено[кем?] памятником садово-паркового искусства.
К празднованию 850-летия Москвы архитектор Л. В. Жук разработала проекты колористического оформления зданий Бульварного кольца.
После выборов в Государственную думу 4 декабря 2011 года бульвары и площади Бульварного кольца, наряду с Болотной площадью и проспектом Академика Сахарова, стали местом проведения массовых протестных шествий и митингов.

## Бульвары и площади кольца
Несмотря на своё название, «кольцо» не замкнуто — оно ограничено с юга Москвой-рекой; планы по замыканию кольца достигали лишь частичной реализации.
Гоголевский бульвар является трёхступенчатым — его проезды и находящийся между ними собственно бульвар расположены на разных высотных уровнях. Так, внутренний, относительно кольца, проезд находится на верхней ступени, непосредственно бульвар — на средней, а внешний проезд — на нижней. Такой рельеф бульвара сформировался благодаря тому, что ручей Черторый (Черторой), который омывал наружный склон вала Белого города и протекал фактически на месте внешнего проезда бульвара, имел разные по высоте берега.
Самый короткий — Сретенский бульвар, самый длинный — Тверской.

### Компоненты
По часовой стрелке:
| Название                                              | Длина | Ширина |
| ----------------------------------------------------- | ----- | ------ |
| Соймоновский проезд                                   | 340 м |        |
| Площадь Пречистенские Ворота                          |       |        |
| Гоголевский бульвар                                   | 750 м |        |
| Арбатская площадь                                     |       |        |
| Площадь Арбатские Ворота с Арбатским туннелем под ней |       |        |
| Никитский бульвар                                     | 530 м |        |
| Площадь Никитские Ворота                              |       |        |
| Тверской бульвар                                      | 875 м |        |
| Пушкинская площадь                                    |       |        |
| Страстной бульвар                                     | 550 м | 123 м  |
| Площадь Петровские Ворота                             |       |        |
| Петровский бульвар                                    | 449 м |        |
| Трубная площадь                                       |       |        |
| Рождественский бульвар                                | 600 м |        |
| Площадь Сретенские Ворота                             |       |        |
| Сретенский бульвар                                    | 214 м |        |
| Тургеневская площадь                                  |       |        |
| Площадь Мясницкие Ворота                              |       |        |
| Чистопрудный бульвар                                  | 822 м |        |
| Площадь Покровские Ворота                             |       |        |
| Хохловская площадь                                    |       |        |
| Покровский бульвар                                    | 590 м |        |
| Яузский бульвар                                       | 400 м |        |
| Площадь Яузские Ворота                                |       |        |
| Устьинский проезд                                     | 200 м |        |

## Транспорт

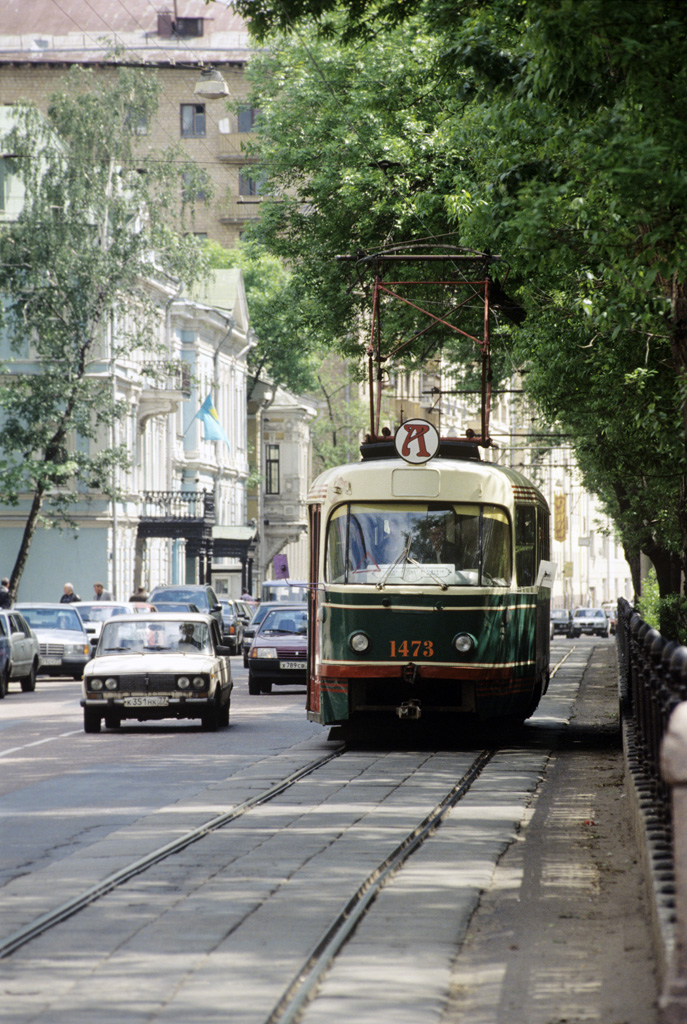
Бульварное кольцо. Чистопрудный бульвар. 1998 год

По участку Бульварного кольца проходят трамваи А, 3, 39.

### Станции метро
По часовой стрелке:
- Кропоткинская
- Арбатская
- Пушкинская
- Тверская
- Чеховская
- Трубная
- Тургеневская
- Сретенский бульвар
- Чистые пруды

## Галерея

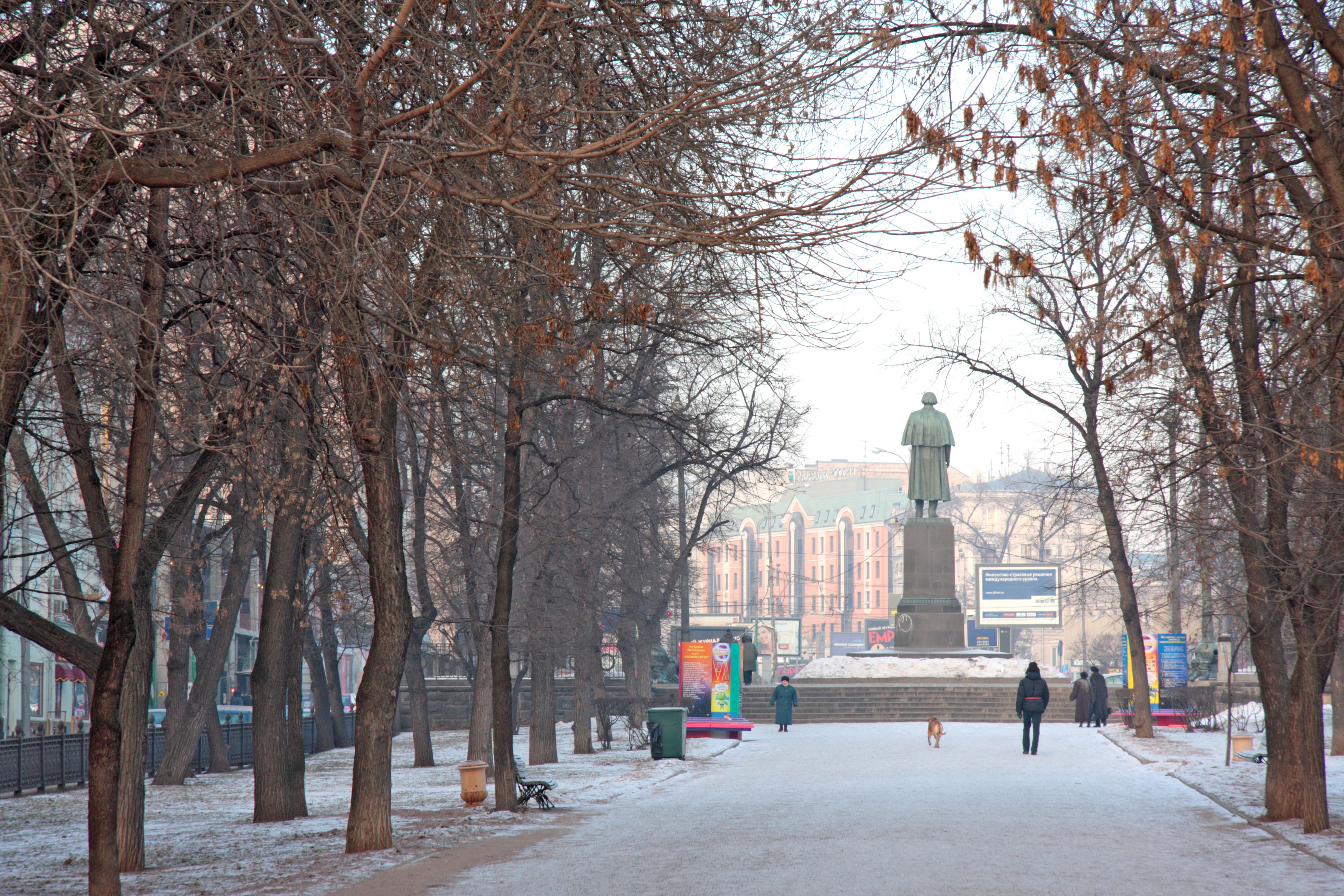
Гоголевский бульвар
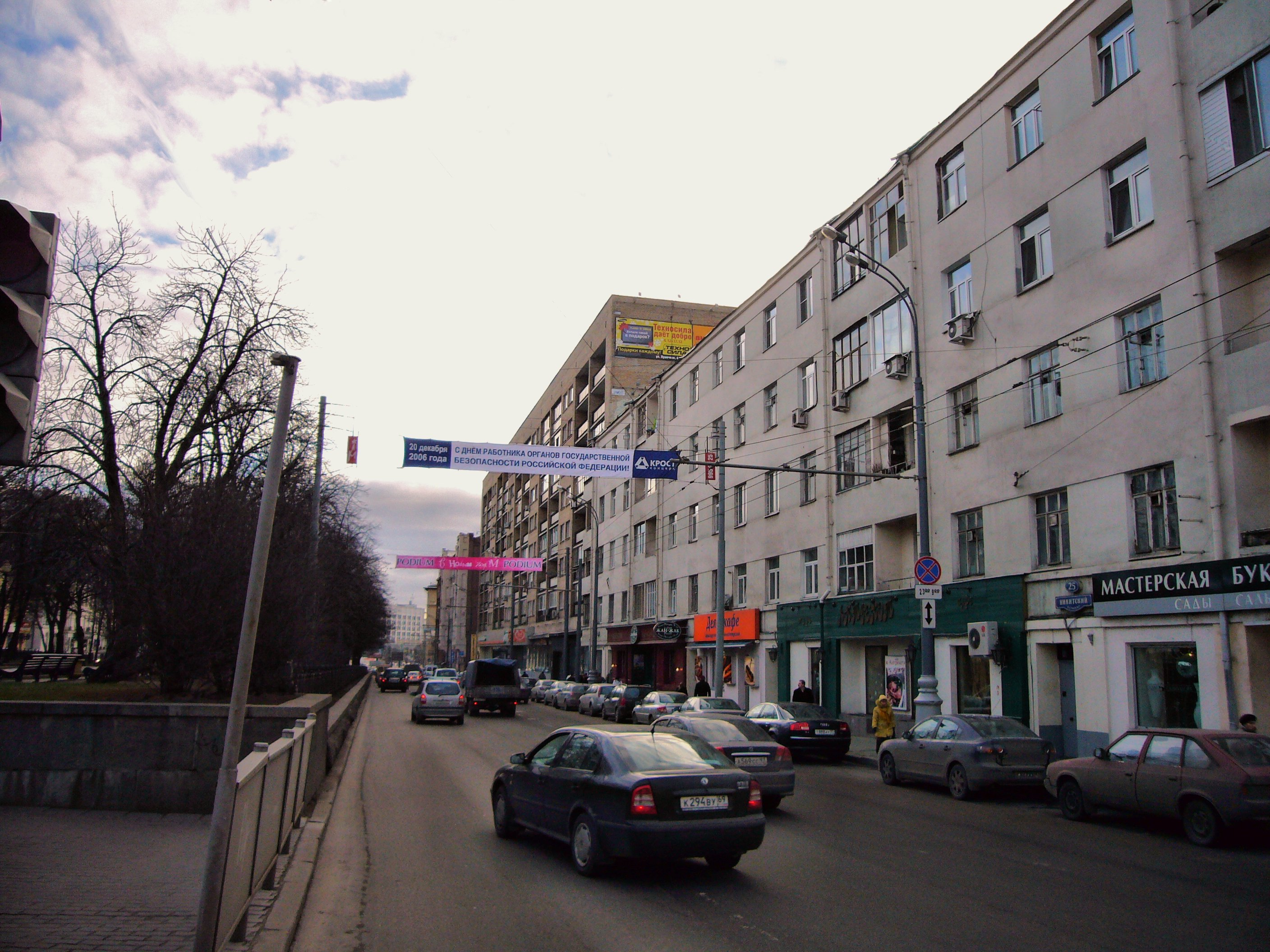
Никитский бульвар
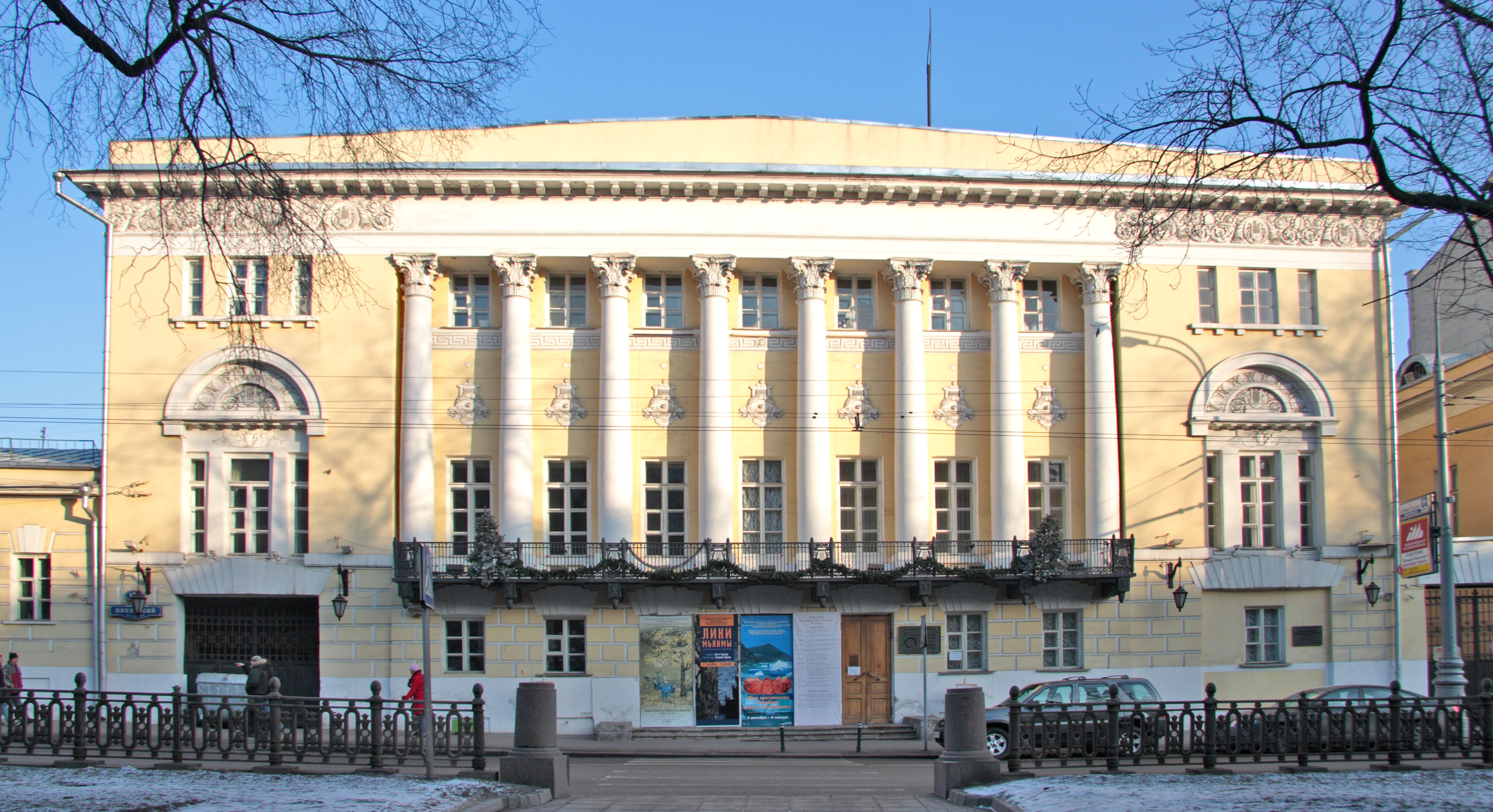
Музей искусства народов Востока на Никитском бульваре
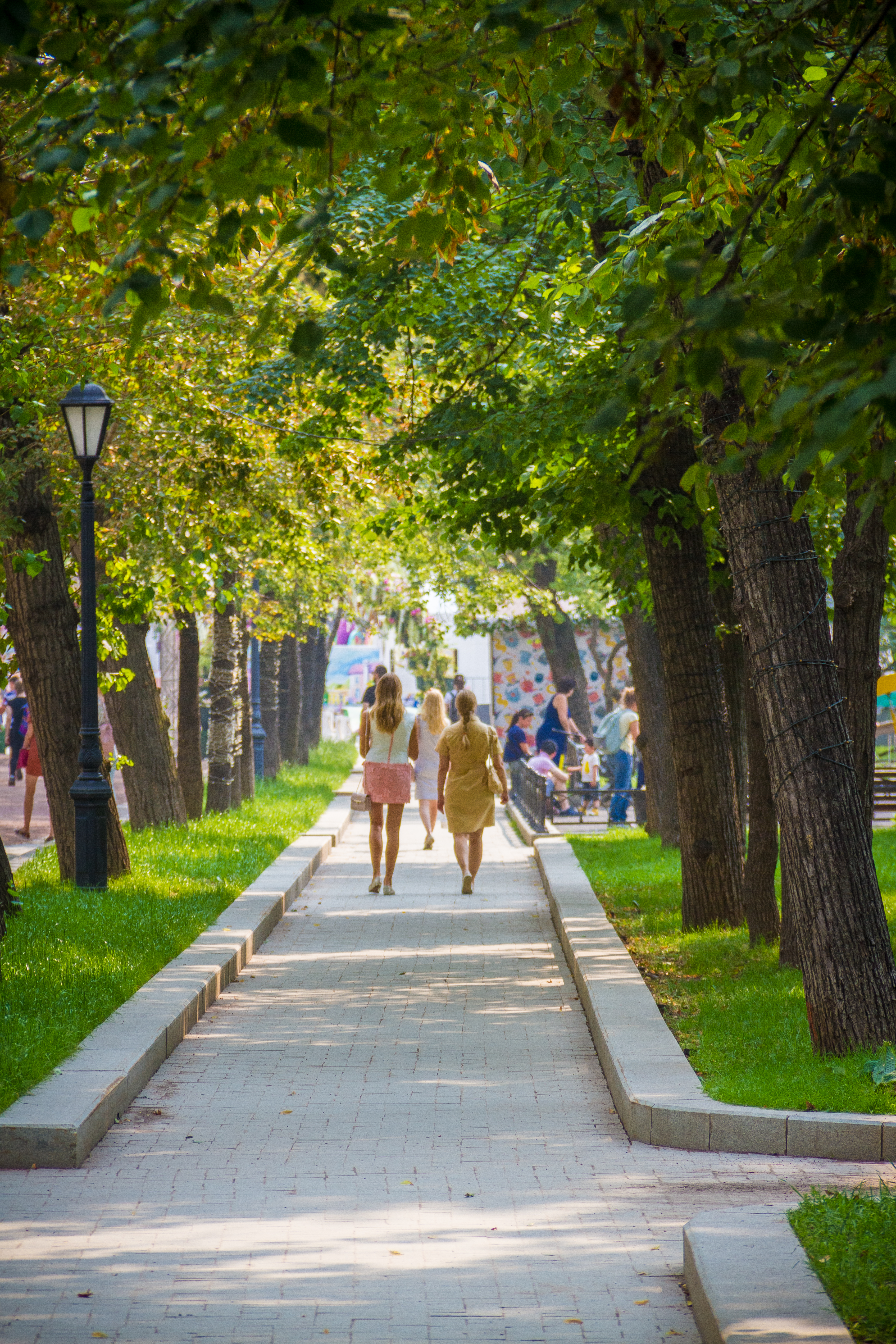
Тверской бульвар
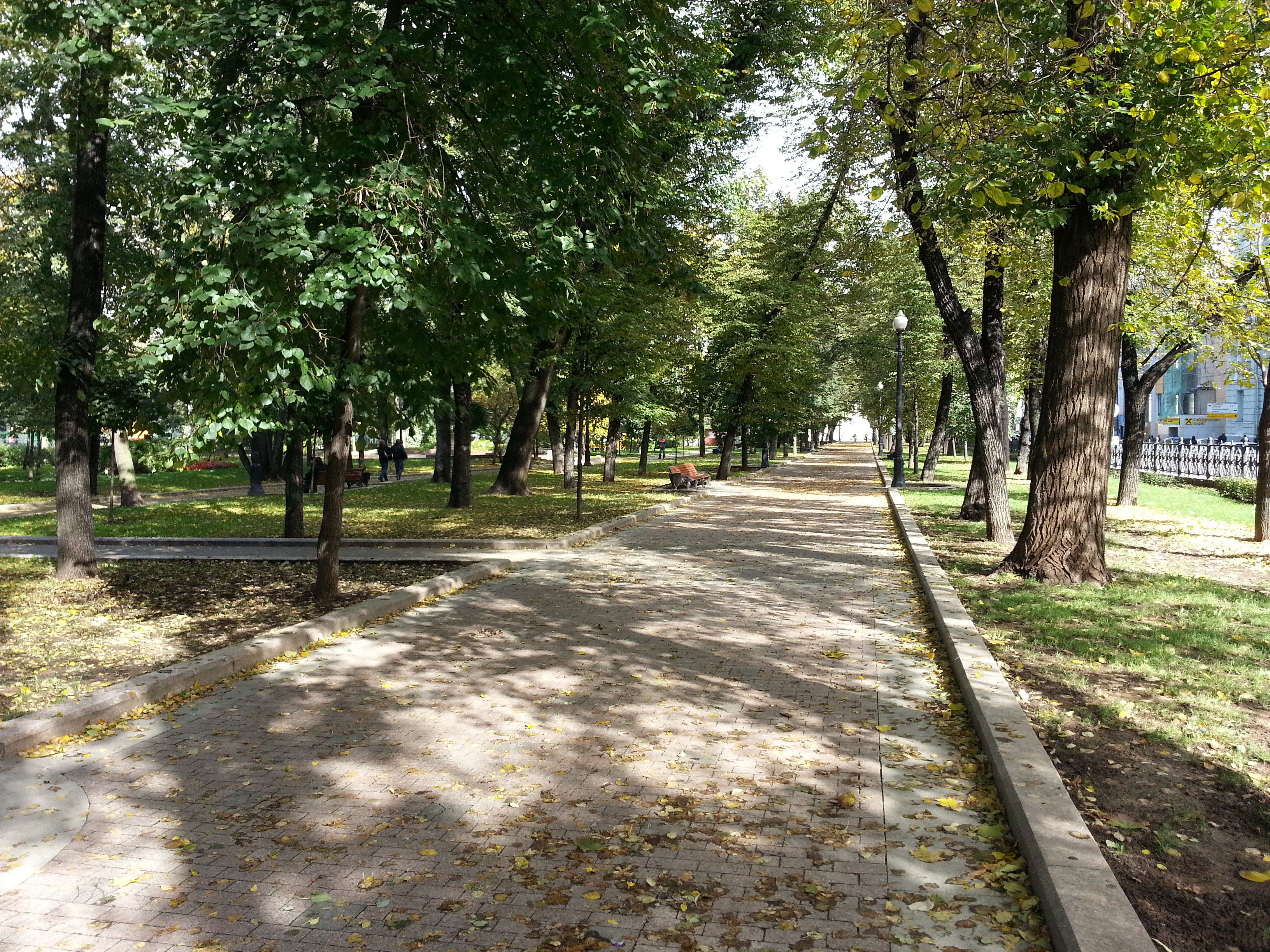
Страстной бульвар
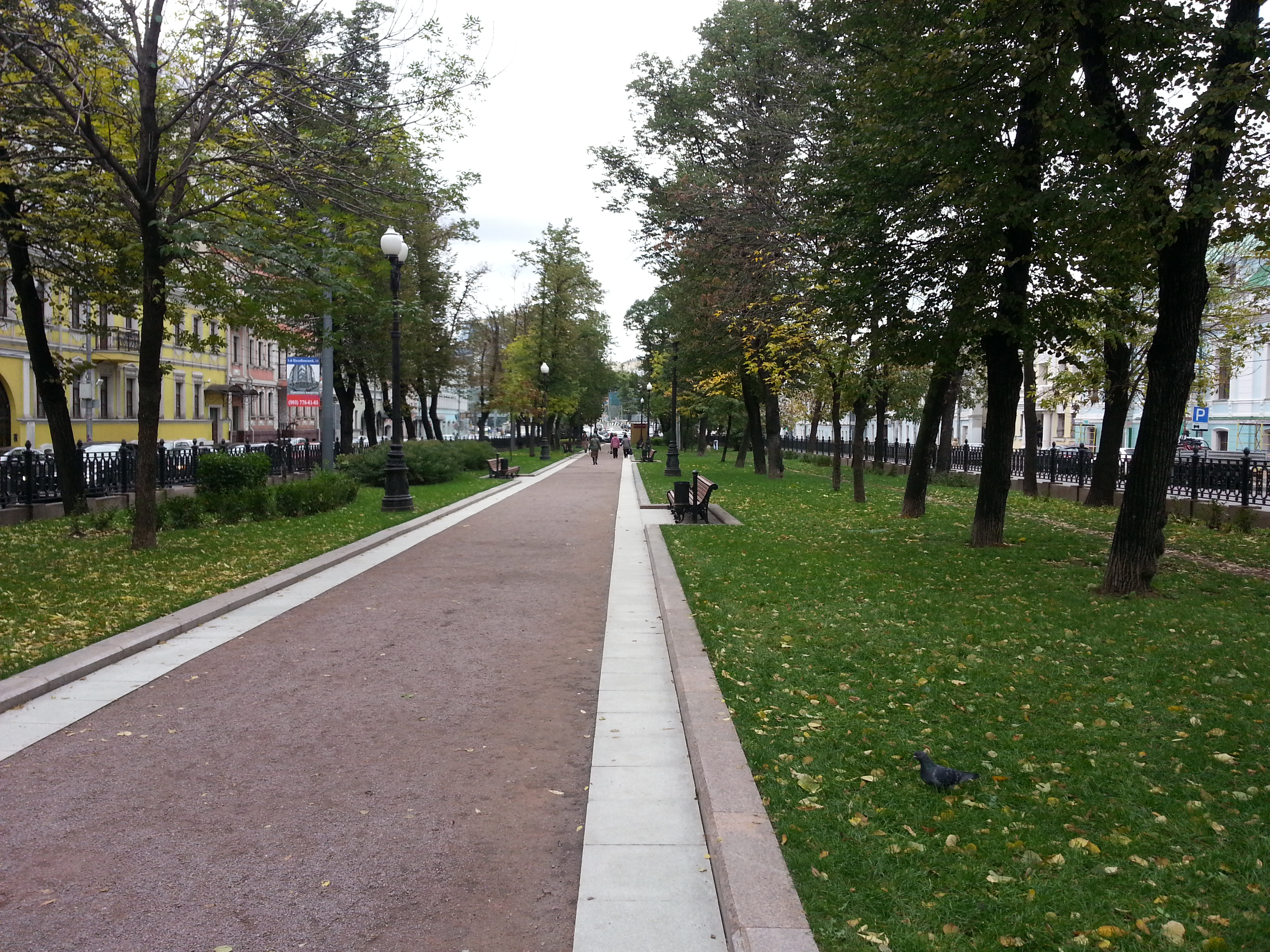
Петровский бульвар
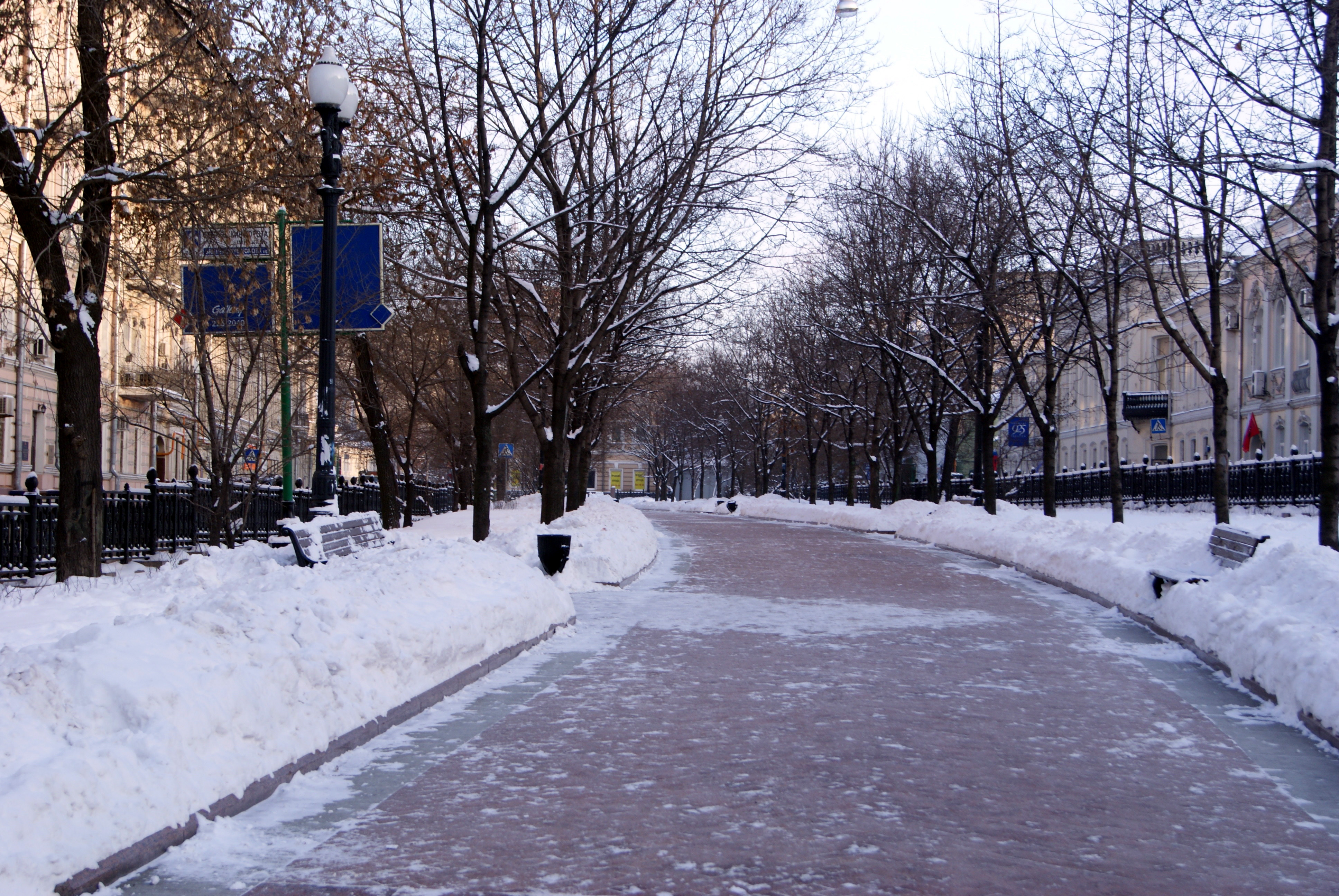
Рождественский бульвар
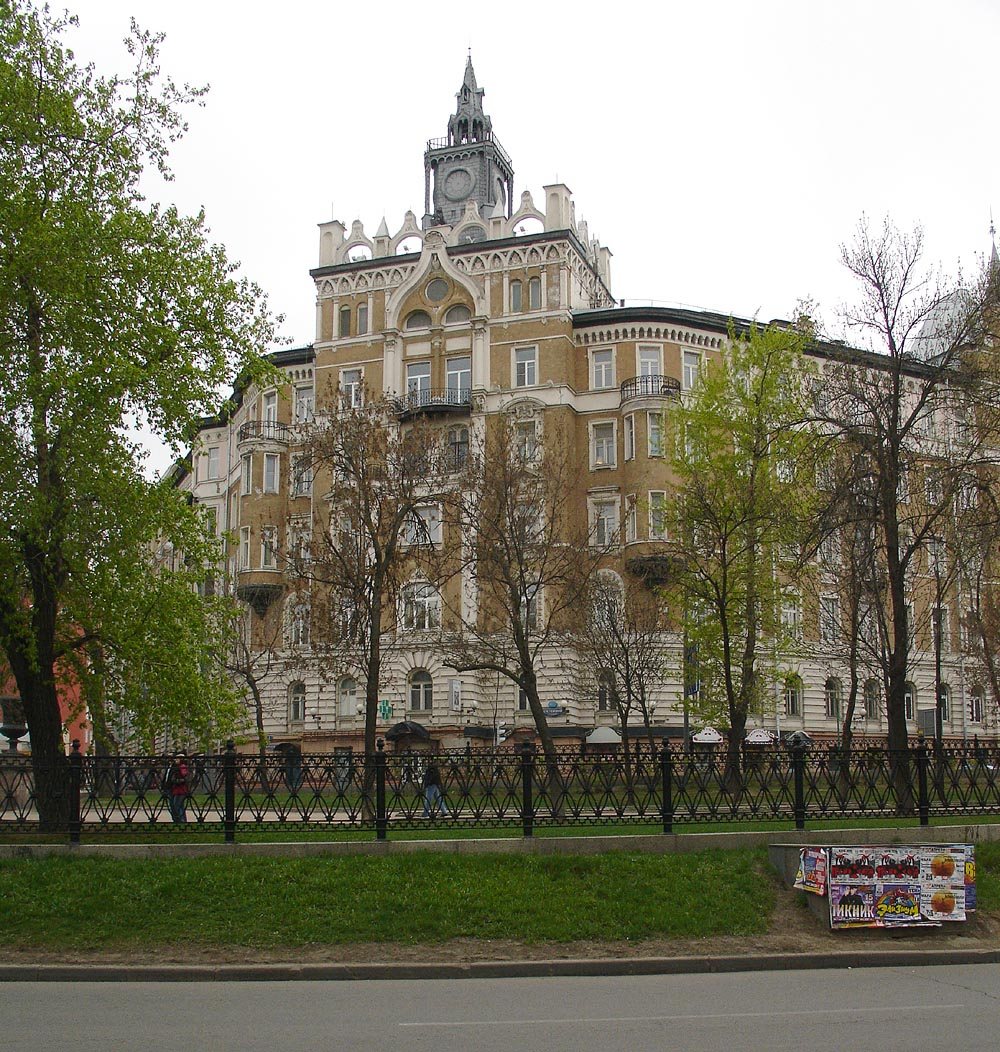
Сретенский бульвар
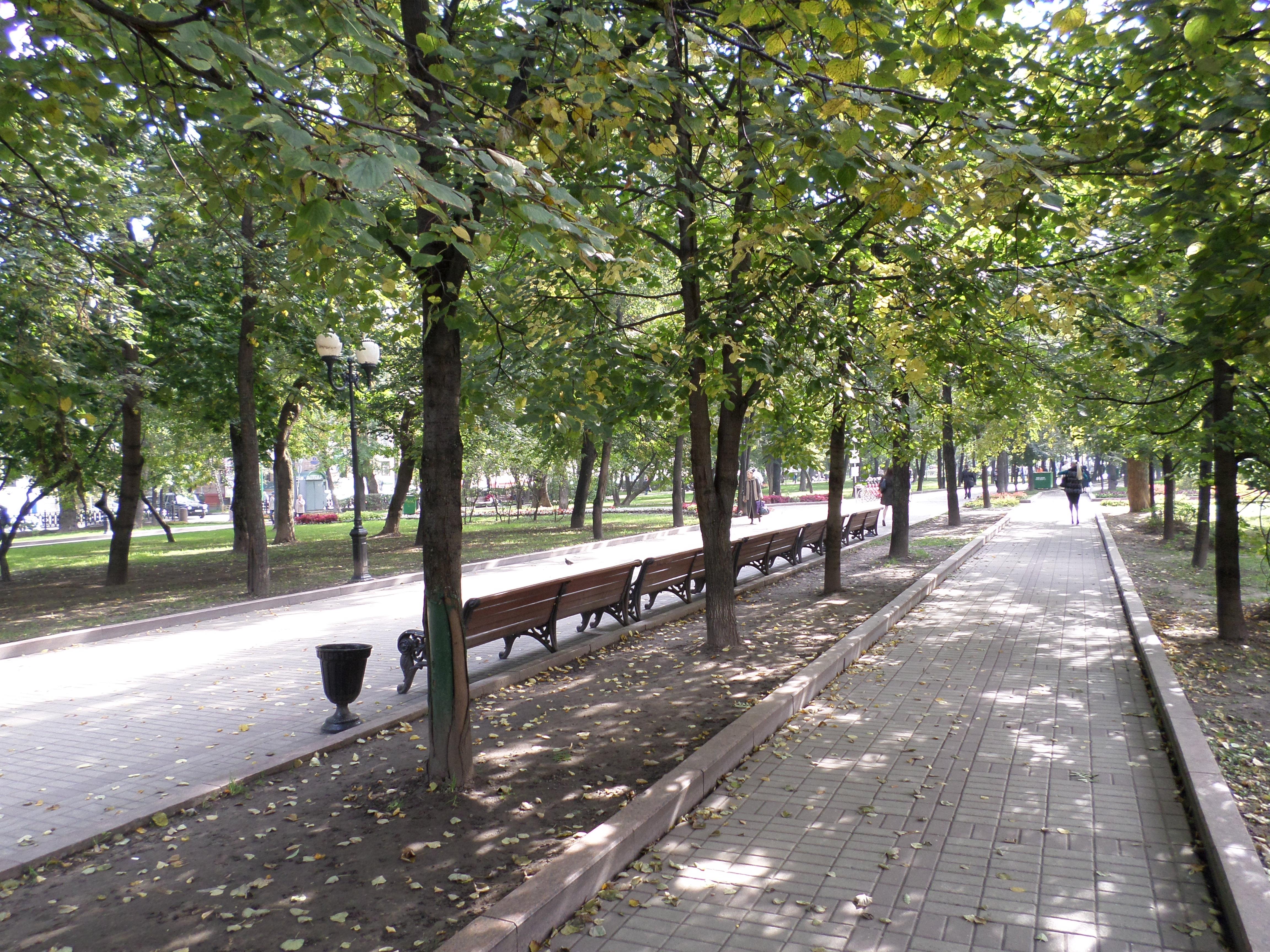
Чистопрудный бульвар
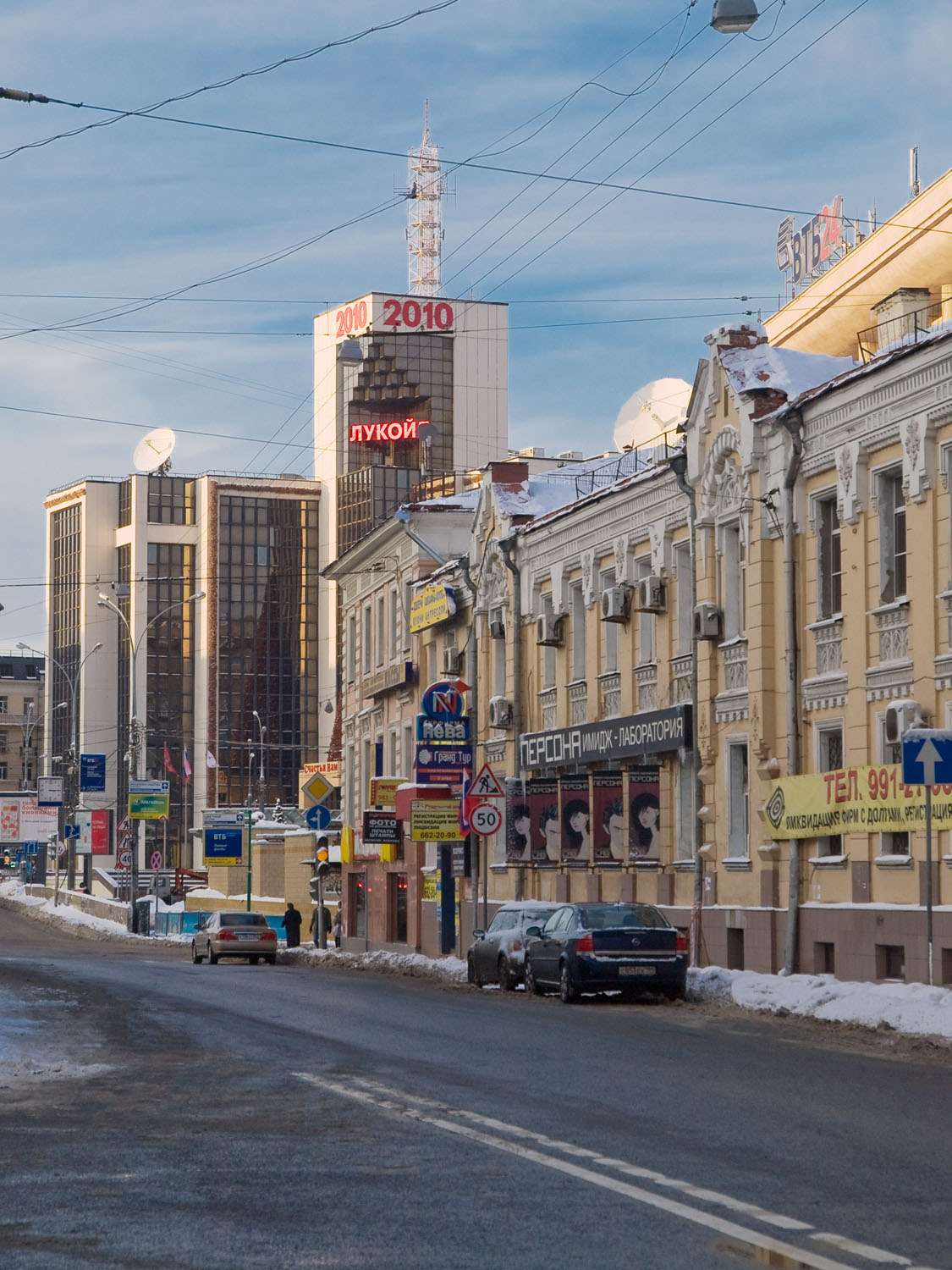
Чистопрудный бульвар
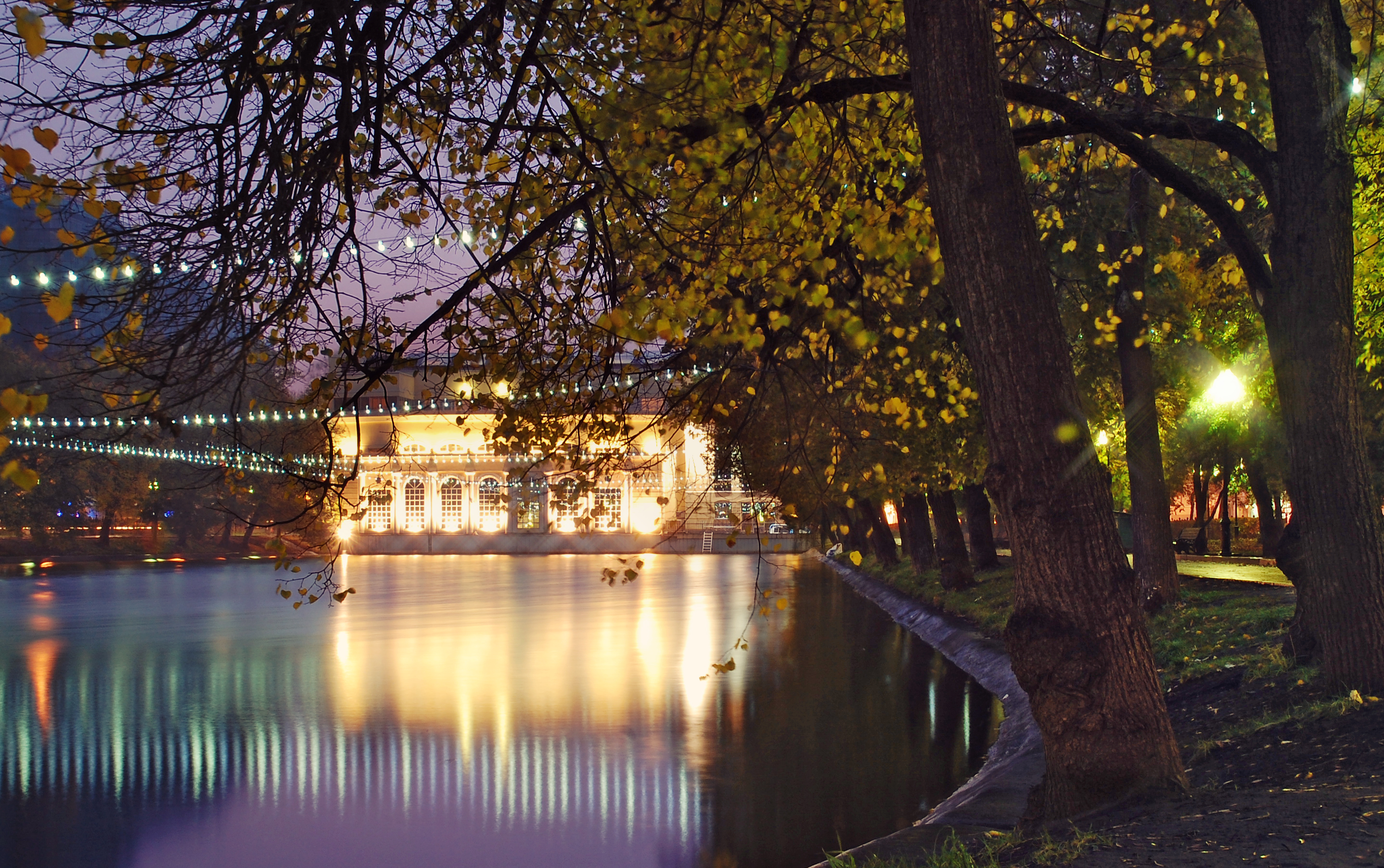
На Чистых прудах
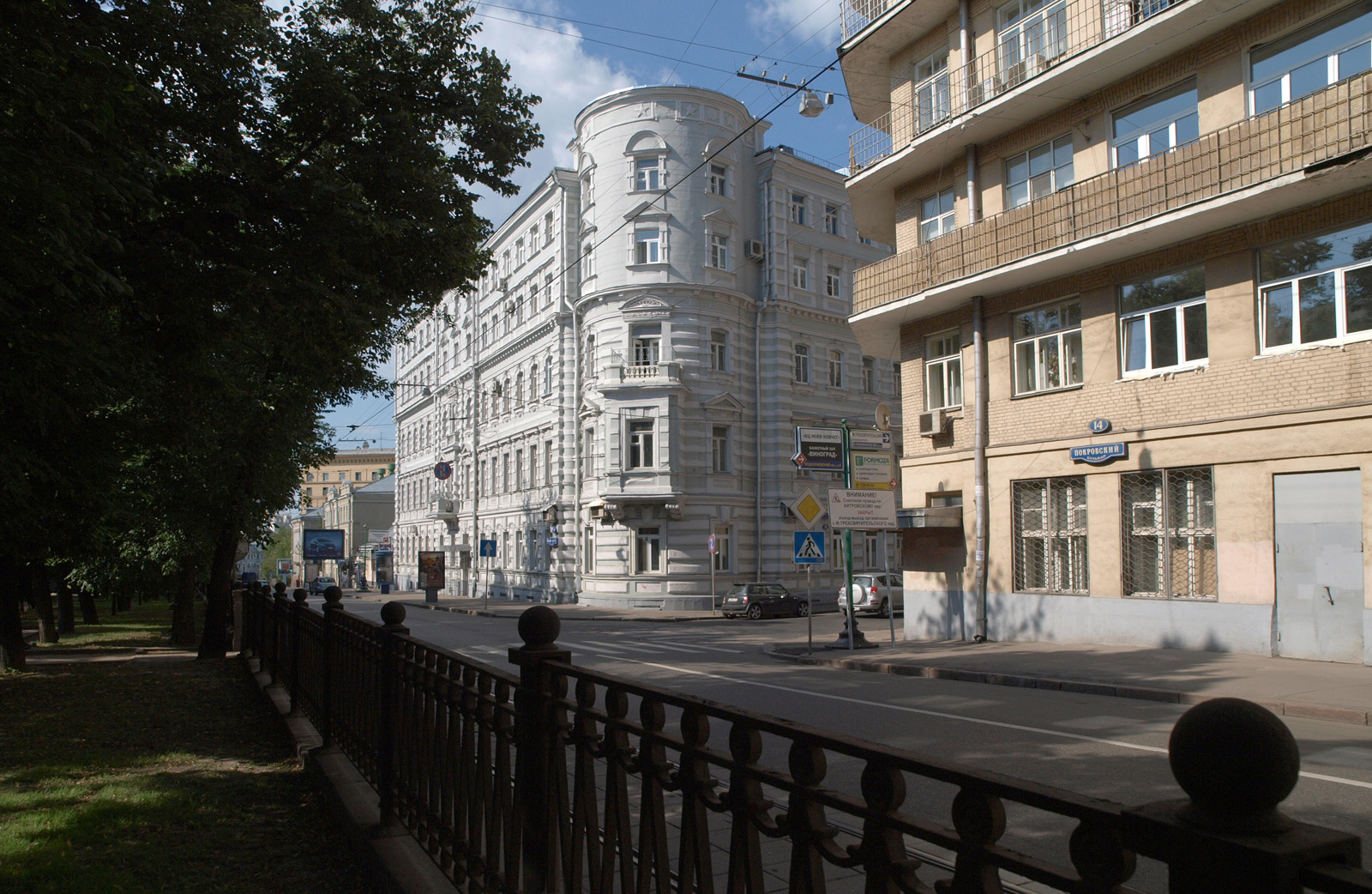
Покровский бульвар
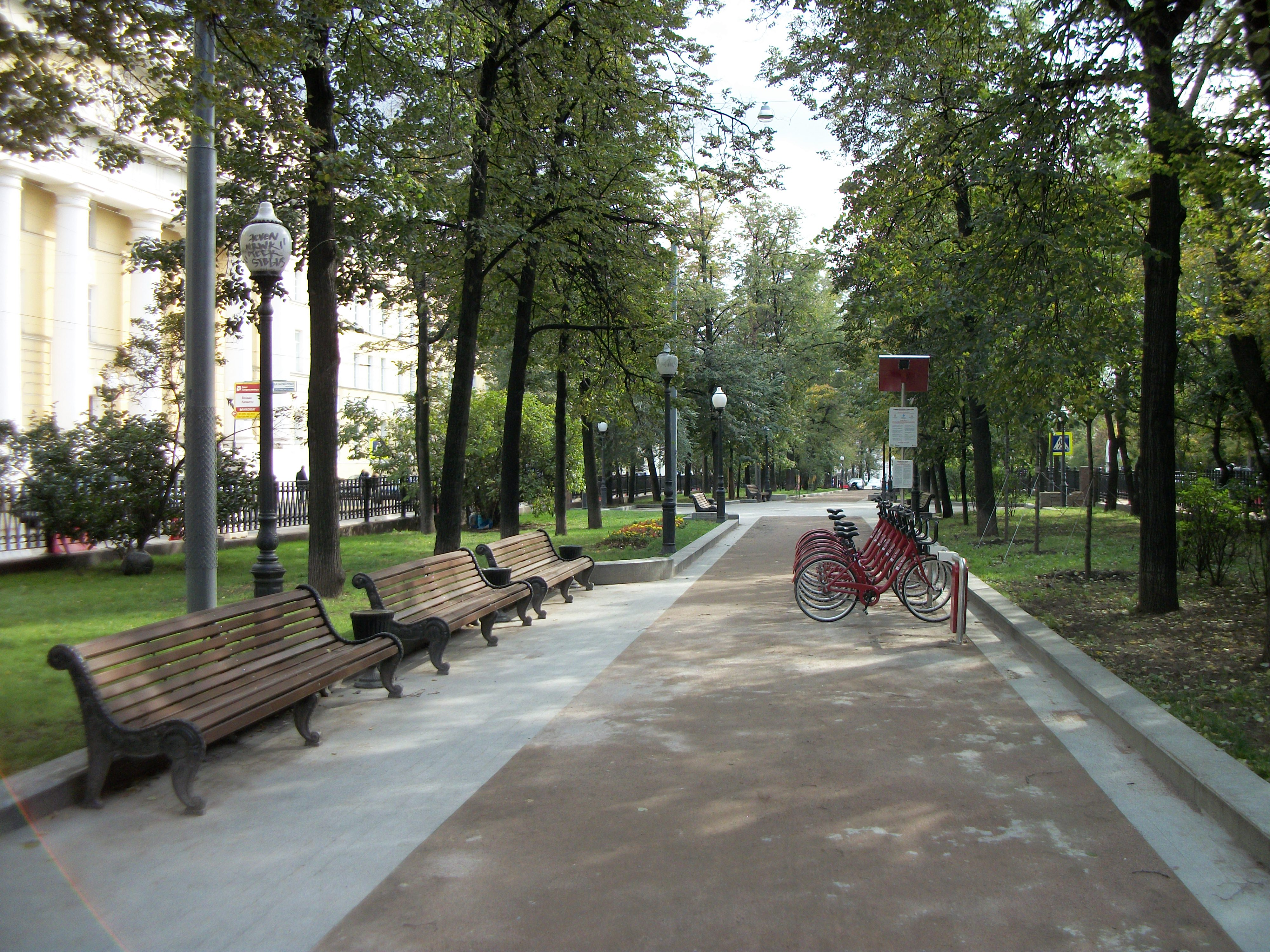
Покровский бульвар
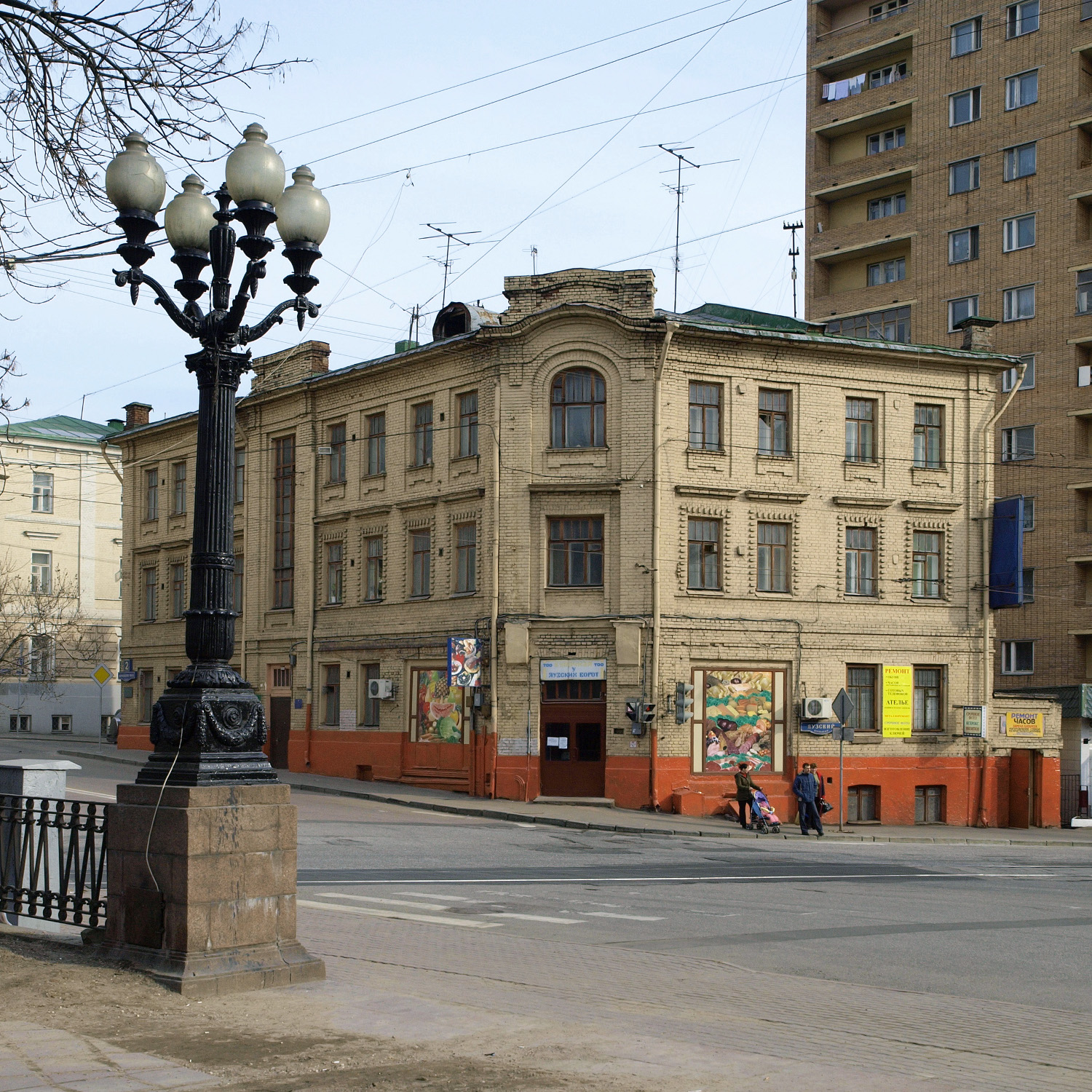
На пересечении Бульварного кольца и улицы Воронцово Поле
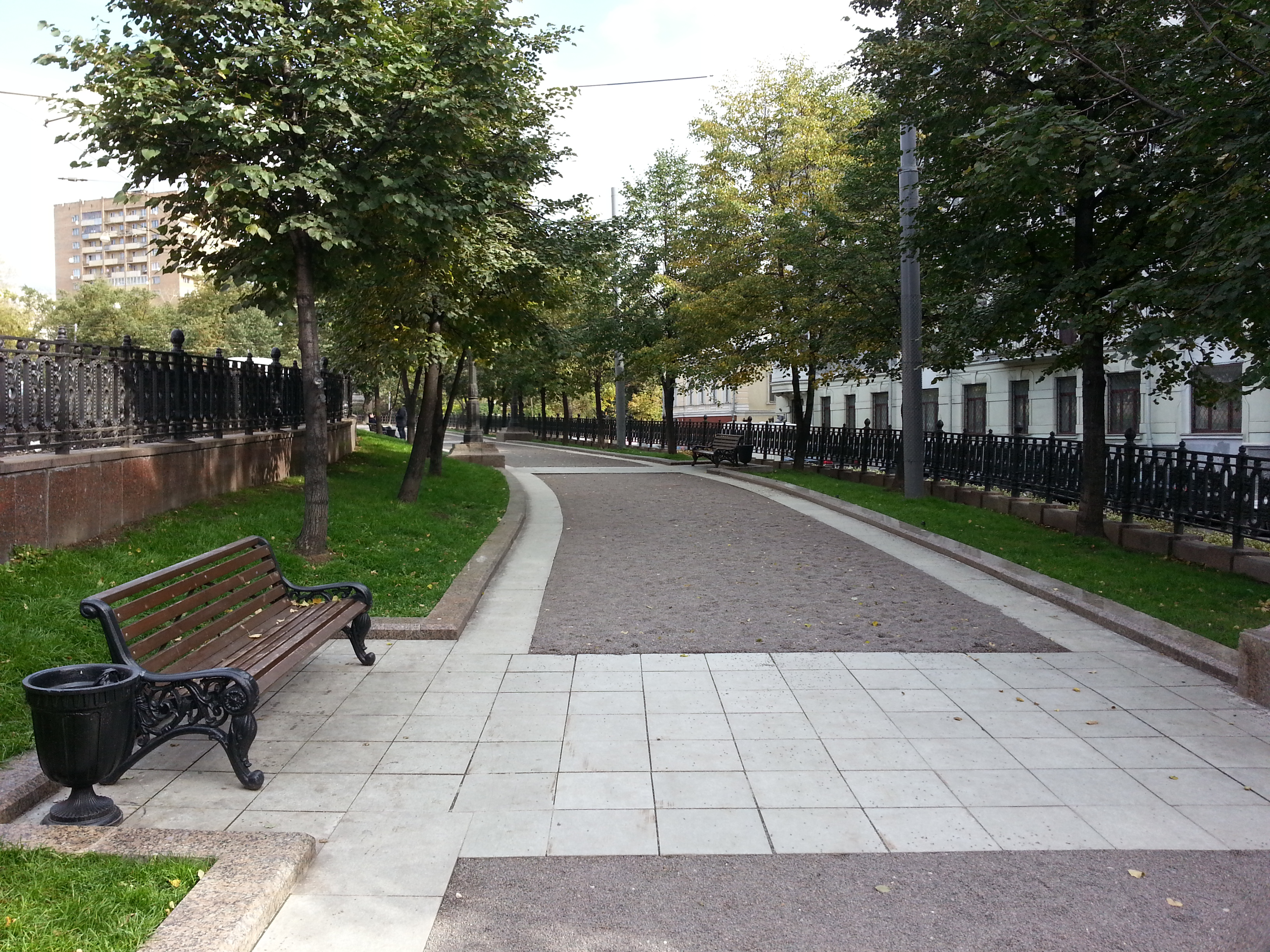
Яузский бульвар
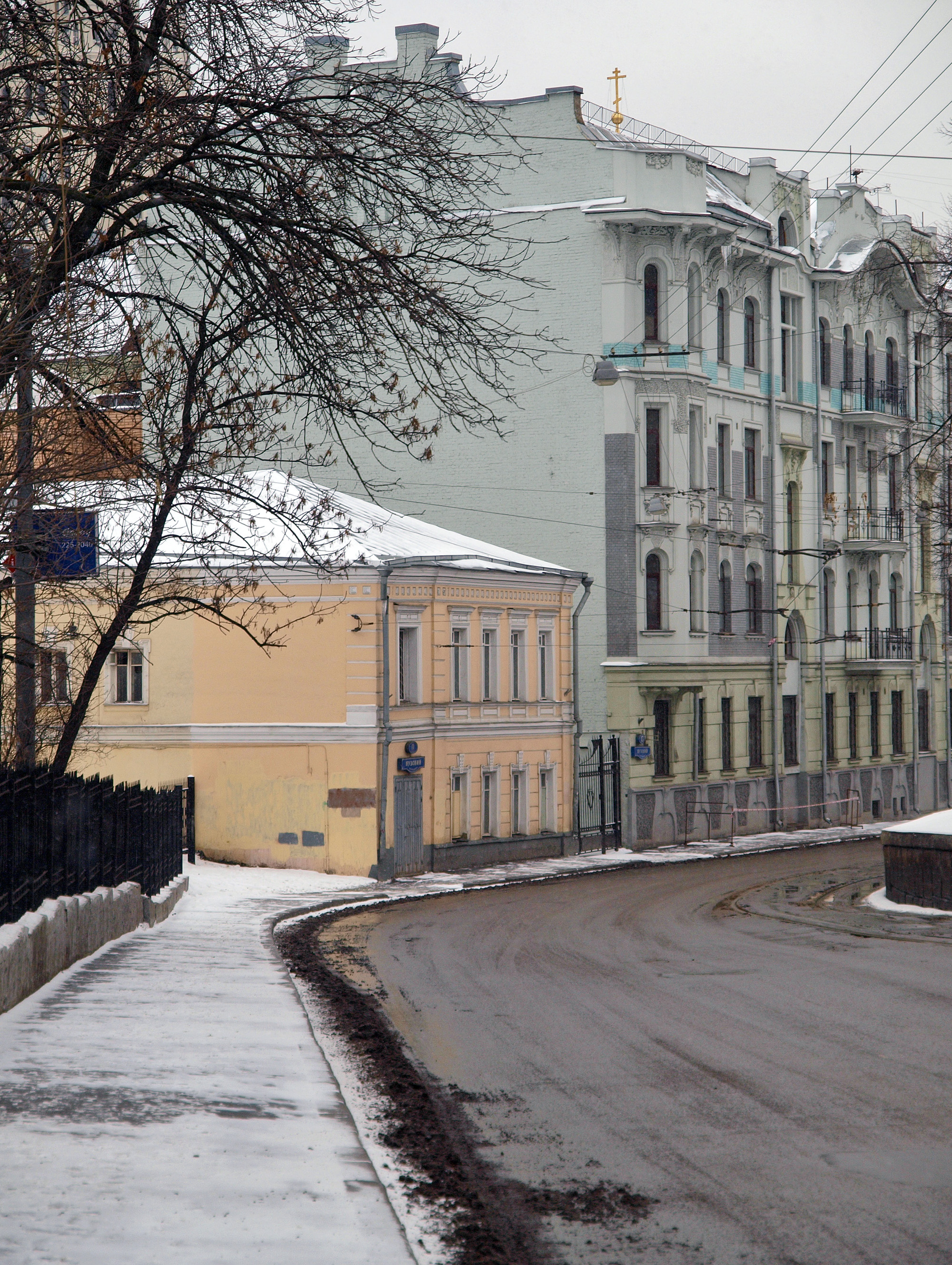
Яузский бульвар